# Episodi di Degrassi High (seconda stagione)
La seconda stagione della serie televisiva Degrassi High è stata trasmessa in anteprima in Canada dalla CBC tra il 5 novembre 1990 e l'11 febbraio 1991.
| nº | Titolo originale           | Titolo italiano | Prima TV Canada  | Prima TV Italia |
| -- | -------------------------- | --------------- | ---------------- | --------------- |
| 1  | Bad Blood (Part 1)         |                 | 5 novembre 1990  |                 |
| 2  | Bad Blood (Part 2)         |                 | 12 novembre 1990 |                 |
| 3  | Loyalties                  |                 | 19 novembre 1990 |                 |
| 4  | A Tangled Web              |                 | 26 novembre 1990 |                 |
| 5  | Body Politics              |                 | 3 dicembre 1990  |                 |
| 6  | Crossed Wires              |                 | 10 dicembre 1990 |                 |
| 7  | The All Nighter            |                 | 17 dicembre 1990 |                 |
| 8  | Home, Sweet Home           |                 | 7 gennaio 1991   |                 |
| 9  | Extracurricular Activities |                 | 14 gennaio 1991  |                 |
| 10 | Showtime (Part 1)          |                 | 21 gennaio 1991  |                 |
| 11 | Showtime (Part 2)          |                 | 28 gennaio 1991  |                 |
| 12 | Three's a Crowd            |                 | 4 febbraio 1991  |                 |
| 13 | One Last Dance             |                 | 11 febbraio 1991 |                 |